# Torneig d'escacs Acropolis
El Torneig d'escacs Acropolis o Acropolis International, és un torneig d'escacs que se celebra a Atenes, i és el més gran torneig internacional d'escacs de Grècia.
La primera edició se celebrà el 1968, any en què fou guanyat per Luděk Pachman. La segona edició no es va organitzar fins al 1977, tot i que a partir d'aquest any, s'ha organitzat regularment cada any, per la Federació Grega d'Escacs, totalitzant 22 edicions fins al 2007. Des de 1980 es va organitzar un torneig femení per separat, i entre els anys 1980 a 2004 també es van celebrar alguns torneigs masculins "B". En l'actualitat, el torneig es juga per sistema suís, amb categories separades per a les dones, els joves i els representants grecs.
El torneig de 2007 formà part de l'ACP Tour.

## Quadre d'honor
| Any | Guanyador | Masculí                                           | Femení              |
| --- | --------- | ------------------------------------------------- | ------------------- |
| 1   | 1968      | Luděk Pachman                                     |                     |
| 2   | 1977      | Valentin Stoica                                   |                     |
| 3   | 1978      | Bela Soos                                         |                     |
| 4   | 1979      | Aurel Urzica                                      |                     |
| 5   | 1980      | Dusan Rajković torneig B: Pavlos Gesos            | Zorica Nikolin      |
| 6   | 1982      | Nikolaos Skalkotas                                | Marina Pogorevici   |
| 7   | 1983      | Nikola Padevsky                                   | Daniela Nutu        |
| 8   | 1984      | Sasa Velicković                                   | Hanna Ereńska       |
| 9   | 1985      | Valentin Stoica                                   | Daniela Nutu        |
| 10  | 1986      | Efstratios Grivas                                 | Stefka Sawowa       |
| 11  | 1987      | Evgeni Vasiukov                                   | Marina Makropoulou  |
| 12  | 1988      | Vassilios Kotronias torneig B: Parik Stefanov     | Marina Makropoulou  |
| 13  | 1989      | Petar Velikov torneig B: Fatos Muco               | Svetlana Prudnikova |
| 14  | 1991      | Efstratios Grivas                                 | Marina Makropoulou  |
| 15  | 1992      | Rainer Knaak torneig B: Nikolaos Skalkotas        |                     |
| 16  | 1993      | Hannes Stefansson                                 |                     |
| 17  | 1997      | Tamaz Gelaszwili                                  |                     |
| 18  | 2003      | Vassilios Kotronias torneig B: Władimir Dobrow    | Margarita Wojska    |
| 19  | 2004      | Athanasios Mastrovasilis torneig B: Bartosz Soćko | Monika Soćko        |
| 20  | 2005      | Vugar Gaixímov                                    | Monika Soćko        |
| 21  | 2006      | Tamaz Gelashvili                                  | Salome Melia        |
| 22  | 2007      | Ilià Smirin                                       | Nana Dzagnidze      |
| 23  | 2008      | Ilià Smirin                                       | Nana Dzagnidze      |
| 24  | 2009      | Borki Predojević                                  | Elina Danielian     |